# Julissa Villanueva
Julissa Villanueva (Tegucigalpa, 12 maggio 1972) è una patologa e attivista honduregna.

## Biografia
Julissa Villanueva è nata a Tegucigalpa il 12 maggio del 1972. Ha deciso di studiare medicina dopo aver visto il padre ammalarsi di tetano. Ha scelto di specializzarsi e diventare patologa quando ha saputo che in Honduras vi era carenza di medici legali.
Villanueva ha iniziato la carriera come patologa forense nel 2002 e nel 2013 è stata nominata Direttrice del Dipartimento di Medicina Forense del Procuratore Generale dell'Honduras, supervisionando 650 esperti forensi.

## Attività
Julissa Villanueva lavora per proteggere in particolar modo donne e bambini dai crimini violenti commessi in Honduras.
Lavorando con la Spagna, Villanueva ha sviluppato un programma chiamato DNA Prokids.Lei ha inoltre condotto nuovi ed ulteriori lavori con il Dipartimento di Stato degli Stati Uniti d'America per l'uso del DNA per identificare i corpi dei migranti.
Villanueva ha introdotto un database per conservare in forma digitale le informazioni nell'obitorio ed ha creato il primo cimitero umanitario dell'Honduras, dove è permesso ai corpi non identificati o non reclamati di poter essere riesumati ed essere usati come prove nei clinical trials, ispirandosi al cimitero militare di Arlington.
Julissa Villanueva ha sviluppato un Registro Internazionale per l'Identificazione Umana per gestire e risolvere gli omicidi irrisolti nei diversi paesi. Ha inoltre introdotto la "Gesell chambers", per permettere alle vittime di molestie sessuali o di abusi di testimoniare in tribunale senza rivelare la propria identità.

## Onorificenze
Nel 2018 è stata insignita del premio International Women of Courage Award conferito dal Dipartimento di Stato degli Stati Uniti d'America. Il riconoscimento le è stato conferito da Melania Trump.